# Zahnschmerzen

Entwicklung der Karies mit Darstellung der Symptomatik

Als Zahnschmerzen oder Zahnschmerz (auch Zahnweh, Dentalgie, Odontara oder Odontalgie; lateinisch auch Dolor dentium) bezeichnet man ein meist starkes, kontinuierliches Schmerzgefühl, das von den Zähnen ausgeht. Auch werden indirekte Problemzonen, etwa Entzündungen des Zahnfleisches/Zahnhalteapparates, häufig dazu gezählt, wobei Befallzonen und Nervenreizung sich meist verbunden zeigen. Vom Zahn oder Zahnhalteapparat ausgehende Entzündungen werden als odontogene Infektionen bezeichnet.

## Ursachen
Trotz ihrer scheinbar festen, robusten Struktur gehören Zähne zu den Körperteilen, die bei Krankheit oder Schädigung stärkste Schmerzen verursachen können. Dies liegt an den ausgeprägten und empfindlichen Nervensträngen, die jeder einzelne Zahn besitzt. Das zeigt sich schon an der Empfindlichkeit der Zähne gegenüber heißer bzw. kalter Nahrung bei deren Aufnahme in den Mund. Besonders ersichtlich und erheblich wird diese schmerzhafte Reizung bei freiliegenden Zahnhälsen, da hier der Schutzschmelz fehlt. Ohne Zahnschmelz kann schon ein gezielter Druck etwa mit einem Fingernagel auf die entsprechenden Stellen leichte stechende Reizungen hervorrufen, vor allem, wenn die Schädigung noch relativ frisch ist.
Ursachen für Zahnschmerzen sind u. a. fehlender Zahnschmelz, Karies und entzündliche Krankheiten wie Parodontitis, aber auch rein mechanische Verletzungen und Beschädigungen. Hierzu gehört nicht nur das Zähneknirschen, sondern auch schlecht sitzende Zahnkronen, unter denen eine entzündliche Krankheit vorliegen kann. Gefördert wird die Erkrankung der Zähne und weiterer relevanter Mundorgane durch den hohen Anteil an Mikroorganismen, insbesondere Bakterien, die sich aufgrund der nahrungsaufnehmenden Funktion in der Mundhöhle befinden. Speisereste, Feuchtigkeit und die relativ geringe Dichte an körpereigenen Antikörpern (auch im Speichel) bieten ein günstiges natürliches Milieu für eine wirtsfremde Fauna.
Auch können kraniomandibuläre Dysfunktionen zu Zahnschmerzen führen.
In seltenen Fällen kann akut auftretender Zahnschmerz einziges Symptom eines Herzinfarkts sein.

## Differentialdiagnose
Die Anamnese der Schmerzqualität und Schmerzquantität dient dem Zahnarzt zusammen mit dem Perkussionstest, der Sensibilitätsprüfung und dem Röntgenbild zur Unterscheidung zwischen Karies, Pulpitis und apikaler Ostitis.

### Karies

Bild 1: Karies

Bei der Karies (Bild 1) handelt es sich meist um einen provozierten Schmerz, meist durch süß, seltener durch sauer. Salzige Lösungen kommen praktisch nicht in Frage, obwohl diese genauso wie süße Lösungen einen osmotischen Druck ausüben und damit Schmerzen verursachen können. Allerdings verträgt der menschliche Geschmack nur wesentlich geringere Konzentrationen an Salzlösungen (ca. 1%ige Lösung) als an Zuckerlösungen (ca. 30%ige Lösung oder noch viel mehr). Typisch ist der fehlende Spontanschmerz bei der Karies. Wenn nicht gegessen wird, beispielsweise nachts, dann gibt es auch keine Schmerzen. Die Sensibilitätsprüfung ist positiv. Die Perkussionsprobe (Klopfprobe) ist negativ. Typische Zahnschmerzen nach süßen Schmerzauslösern klingen nach wenigen Minuten wieder ab.

### Pulpitis

Bild 2: Pulpitis

Bei der Pulpitis (Bild 2) tritt Spontanschmerz auf – beispielsweise auch nachts. Die Schmerzattacken beginnen typischerweise schlagartig und halten wesentlich länger an als bei der Karies. Zwischen den Schmerzattacken gibt es Pausen mit relativer Schmerzfreiheit. Anfangs dauern diese schmerzfreien Pausen mehrere Stunden, im Laufe von einigen Tagen verkürzen sie sich aber auf wenige Minuten. Demgegenüber beträgt die Dauer der Schmerzattacken anfangs nur wenige Minuten,  verlängert sich dann aber kontinuierlich. Oft besteht auch ein ununterbrochener Schmerz. Den typischen Schmerzverlauf einer Pulpitis trifft man nur bei 50 % der Pulpitiden an. Viele Varianten sind möglich.
Eine Vitalitätsprobe hilft bei der Pulpitis hauptsächlich zur Lokalisierung des schuldigen Zahnes, weniger jedoch zur Differenzierung zwischen Karies und Pulpitis. Bei einer Pulpitis treten oft sehr starke Schmerzen auf, die ausstrahlen können, so dass dem Patienten die Lokalisierung sehr schwer fallen kann. Er kann oft nur die betroffene Seite angeben, nicht jedoch ob die Ursache für die Schmerzen im Oberkiefer oder im Unterkiefer liegt oder welcher Zahn verantwortlich ist. Verlässt sich der Behandler allein auf die Angaben des Patienten, kann die Behandlung leicht einem falschen Zahn gelten. Er wird vor allem Zähne mit kariösen Defekten oder Zähne mit großen oder defekten Füllungen als „verdächtig“ ansehen und eventuell ein Röntgenbild zum Nachweis einer versteckten Karies fertigen.

### Apikale Ostitis

Bild 3: apikale Ostitis

Typisch für die Schmerzqualität bei der apikalen Ostitis (Bild 3) ist das Hinzutreten des Klopfschmerzes. Je nach Schmerzstärke tritt es erst nach der Klopfprobe mit einem zahnärztlichen Instrument auf (z. B. Griff der zahnärztlichen Sonde) oder wird anamnestisch vom Patienten als leichte Aufbissbeschwerden oder starke Aufbissschmerzen beschrieben. Der Zahn kann gelegentlich so stark berührungsempfindlich sein, dass ihn der Patient nicht einmal mit seiner Zunge berühren kann. Auf Kältereiz (durch die Vitalitätsprobe) reagiert der Zahn eventuell gar nicht mehr. Er kann auch noch positiv reagieren (starke Schmerzen durch den Kältereiz), wenn die Pulpa noch nicht völlig abgestorben ist.
Es gibt oft fließende Übergänge zwischen der Pulpitis und der apikalen Ostitis. Besonders die Perkussionsprobe kann bereits bei der Pulpitis eine leichte Klopfempfindlichkeit ergeben, da die ersten Toxine bereits die Wurzelspitze erreicht haben. Eine positive Perkussionsprobe spricht immer für einen Entzündungsprozess im Knochenbereich um die Wurzelspitze.
Bei der apikalen Ostitis muss dann differentialdiagnostisch abgeklärt werden, in welchen der vier möglichen Stadien (periapikal, enossal, subperiostal, submukös) sie sich befindet. Das geschieht mittels Röntgenbild und Abtasten des vestibulären Bereiches des Kieferknochens in Höhe der Wurzelspitze (im Mundvorhof).
Eine chronische apikale Ostitis verläuft meist völlig beschwerdefrei und schmerzfrei. Typischerweise gab es aber in der Anamnese (vor einigen Wochen bis Monaten) stärkere Schmerzen. Meist sichert das Röntgenbild die Diagnose.

### Gangrän
Bei einer Gangrän kann eventuell jeglicher Zahnschmerz fehlen. Bei der Anamnese stellt sich manchmal heraus, dass der Patient einige Monate vorher stärkere Zahnschmerzen hatte. Wegen des typischen, starken, jauchigen, ekelerregenden Geruchs in der meist vorhandenen kariösen Kavität fällt die Diagnose allerdings nicht schwer. Sollte jedoch die gangränöse Pulpa durch eine intakte Kavität verschlossen sein, dann kann sich in der Pulpa ein enormer Druck mit entsprechenden starken Schmerzen und den Symptomen einer Pulpitis bzw. einer apikalen Ostitis aufbauen.

### Atypische Zahnschmerzen
Weitgehend ungeklärt ist die Ursache atypischer Zahnschmerzen (englisch atypical odontalgia), bei denen der Schmerz nicht mit einer erkennbaren physischen Beeinträchtigung von Zahn oder Zahnfleisch einhergeht. Zudem kann die schmerzende Stelle wechseln. Oft geht dieser Schmerz mit einer verstärkten Druckempfindlichkeit einher. Die Dauer kann von wenigen Tagen bis zu chronischem Schmerz variieren.

### Buddenbrook-Syndrom
Das Buddenbrook-Syndrom ist eine sehr seltene, aber umso mehr gefürchtete Fehldiagnose in der Zahnheilkunde. Zahnschmerzenähnliche Beschwerden im Unterkiefer, bevorzugt der linken Seite, führen zum Aufsuchen eines Zahnarztes. Sollte sich tatsächlich ein medizinisches Korrelat finden lassen, beispielsweise ein pulpitischer oder devitaler, eitriger Zahn, bleibt die Primärursache unentdeckt, nämlich eine koronare Herzerkrankung, was lebensbedrohlich sein kann.

## Verlauf und Symptome
Zahnschmerzen, selbst wenn sie in einem erträglichen Ausmaß anzusiedeln sind, führen sehr schnell zu einer Schwellung, einem entzündlichen Ödem, der Mundbereiche, die sich im Bereich der Schmerzquelle befinden, was sich an der typischen geschwollenen, „dicken“ Backe zeigt. Des Weiteren geht der Schmerz bei Entzündungen mit einem „Pochen“ einher, so als habe sich der spürbare Puls auf die schmerzenden Bereiche ausgedehnt (siehe auch Abszess). Dies liegt an der dadurch angeregten stärkeren Durchblutung. Die Kühlung des entsprechenden Bereiches schränkt die Durchblutung ein und hilft so, den Schmerz zu reduzieren.

## Vorbeugung und Behandlung
Regelmäßige und gründliche Zahnpflege reduziert die Menge an schädlichen Bakterien im Mundraum erheblich. Auch beginnende Schädigungen lassen sich damit aufhalten bzw. manchmal gar zurückbilden.
Bereits stark angegriffene, schmerzende Zähne müssen vom Zahnarzt behandelt werden, je nach Ursache durch Füllungen, eine Wurzelkanalbehandlung oder Parodontitisbehandlung. Nelkenöl dient als schmerzstillendes (nur oberflächlich), antibakterielles und entzündungshemmendes Mittel.
Schmerzlindernd wirken Medikamente wie
Ibuprofen,
Metamizol,
Diclofenac,
Methylphenidat (bekannt als Medikament gegen ADHS)
Paracetamol,
Mefenaminsäure,
Oxycodon (ein Opiodhaltiges starkes Medikament, welches jedoch nicht als Standardmedikament verwendet werden sollte, da NSAR bei Zahnschmerzen meist gleichwertig bis überlegen bei dieser Art von Schmerz sind. Außerdem sollten Opioide nicht über einen längeren Zeitraum verwendet werden, da die Gefahr einer Toleranzentwicklung und Suchtentwicklung besteht.)
Piroxicam,
Acetylsalicylsäure,
Naproxon,
Lidocain bekannt als Lokalanästhetikum.

Siehe auch Schmerztherapie (Abschnitt Pharmakotherapie).

## Glaube und Aberglaube

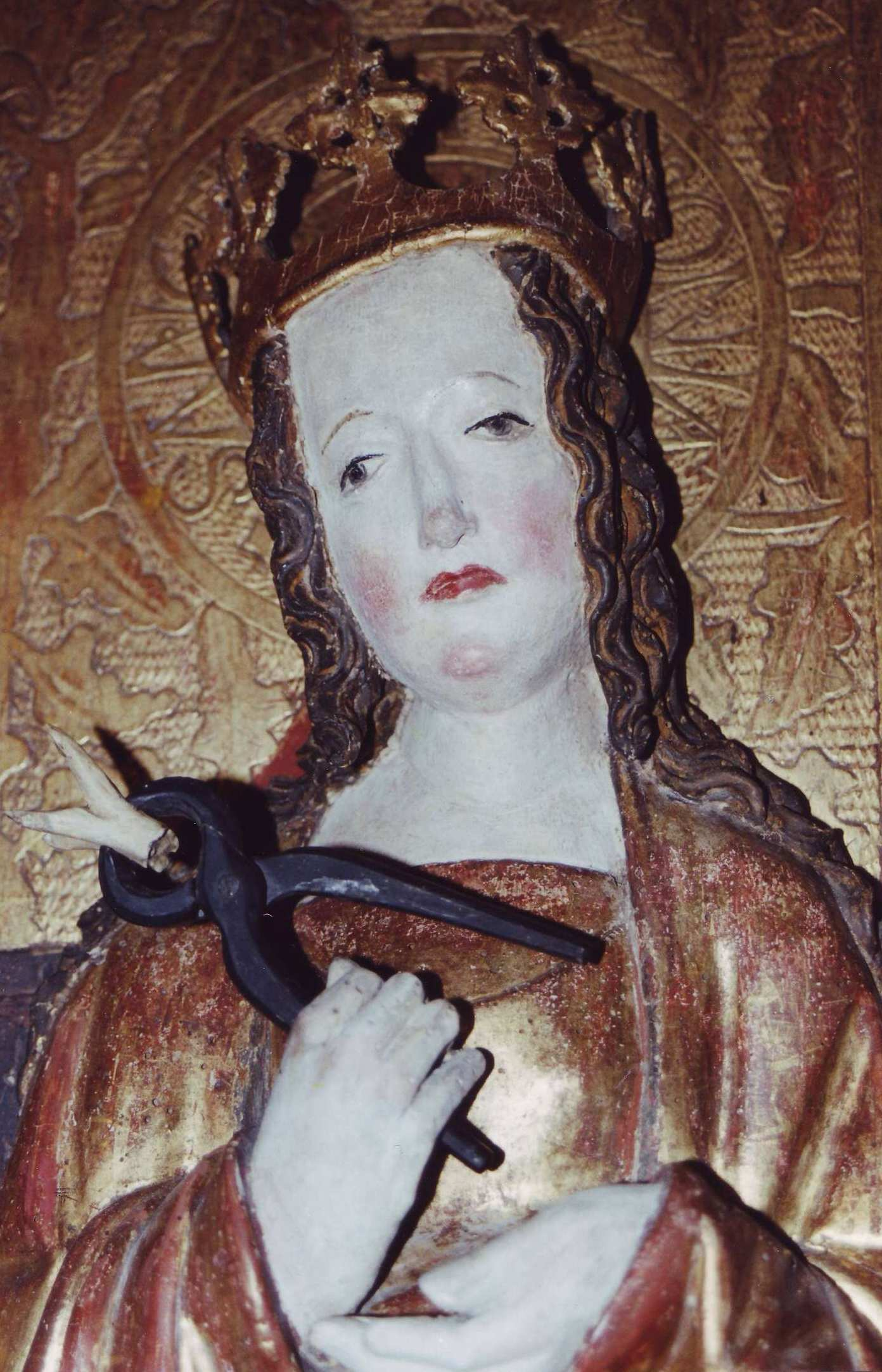
Die Heilige Apollonia mit einem gezogenen Zahn

Gebete an die Apollonia von Alexandria sollen bei Zahnschmerzen helfen.
Manchmal wird dazu geraten, nicht auf Feder- oder Daunenkissen zu schlafen, da diese den Zahnschmerz „ziehen“ sollen, was dem Aberglauben zuzuordnen ist. Die Verstärkung des Zahnschmerzes (Nachtschmerz) ist auf die liegende Position und damit veränderte Blutdrucksituation im Kopfbereich  zurückzuführen, womit auch der schmerzauslösende Druck im Pulpencavum des Zahnes erhöht wird.